# 喜惣治新田
喜惣治新田（きそうじしんでん）は、愛知県名古屋市北区にある地名。楠町大字喜惣治新田。

## 地理
名古屋市北区の北部ある。主に河川及び河川敷部分に存在する。

### 小字
以下の小字が現存する。
- 中島
- 一番割
- 二番割
- 三番割
- 四番割
- 五番割
- 六番割
- 七番割
- 八番割

### 河川
- 新川
- 新地蔵川
- 大山川
- 合瀬川

## 世帯数と人口
2022年（令和4年）1月1日現在の世帯数と人口は以下の通りである。
| 丁目       | 世帯数 | 人口 |
| ---------- | ------ | ---- |
| 喜惣治新田 | 2世帯  | 2人  |

## 学区
市立小・中学校に通う場合、学校等は以下の通りとなる。また、公立高等学校に通う場合の学区は以下の通りとなる。
| 字・丁目           | 小学校               | 中学校             | 高等学校 |
| ------------------ | -------------------- | ------------------ | -------- |
| 楠町大字喜惣治新田 | 名古屋市立楠西小学校 | 名古屋市立楠中学校 | 尾張学区 |

### WEB
1. ↑  “郵便番号”.  日本郵便. 2021年8月18日閲覧。
2. ↑  “市外局番の一覧”.   総務省. 2021年8月18日閲覧。
3. ↑  “市立小・中学校の通学区域一覧”.   名古屋市. 2021年8月17日閲覧。
4. ↑  “平成29年度以降の愛知県公立高等学校（全日制課程）入学者選抜における通学区域並びに群及びグループ分け案について”.   愛知県教育委員会. 2021年8月17日閲覧。